# UFC Fight Night: Costa vs. Vettori
UFC Fight Night: Costa vs. Vettori（ユーエフシー・ファイトナイト：コスタ・バーサス・ヴェットーリ、別名UFC Fight Night 196、UFC on ESPN+ 54）は、アメリカ合衆国の総合格闘技団体「UFC」の大会の一つ。2021年10月23日、ネバダ州ラスベガスのUFC APEXで開催された。

## 大会概要
本大会はパウロ・コスタとマーヴィン・ヴェットーリのライトヘビー級戦が組まれた。

## 試合結果

### プレリミナリーカード
第1試合 バンタム級 5分3R
○  ジョナサン・マルチネス vs.  ズビアド・ラジシュビリ ×
3R終了 判定3-0（30-27、29-28、29-28）
第2試合 女子ストロー級 5分3R
○  ランダ・マルコス vs.  リビーニャ・ソウザ ×
3R終了 判定3-0（30-27、30-27、29-28）
第3試合 フライ級 5分3R
○  ジェフリー・モリーナ vs.  ダニエル・ダ・シウバ ×
2R 0:46 TKO（パウンド）
第4試合 ライト級 5分3R
○  ジャイ・ハーバート vs.  カーマ・ワーシー ×
1R 2:47 TKO（スタンドパンチ連打→パウンド）
第5試合 ミドル級 5分3R
○  ジェイミー・ピケット vs.  ラウレアノ・スタロポリ ×
3R終了 判定3-0（30-27、30-27、29-28）
第6試合 女子ストロー級 5分3R
○  タバサ・リッチ vs.  マリア・オリベイラ ×
3R終了 判定3-0（30-27、30-27、30-27）
第7試合 ライト級 5分3R
○  メイソン・ジョーンズ vs.  デビッド・オナマ ×
3R終了 判定3-0（29-28、29-28、29-28）
第8試合 ミドル級 5分3R
○  グレゴリー・ホドリゲス vs.  パク・ジョンヨン ×
2R 3:13 KO（右アッパー）

### メインカード
第9試合 ライトヘビー級 5分3R
○  ニコラエ・ネグメレアヌ vs.  アイク・ビラヌエバ ×
1R 1:18 TKO（パウンド）
第10試合 ウェルター級 5分3R
○  フランシスコ・トリナウド vs.  ドワイト・グラント ×
3R終了 判定2-1（29-27、27-29、29-27）
第11試合 フェザー級 5分3R
○  アレックス・カサレス vs.  チェ・スンウ ×
2R 3:31 リアネイキドチョーク
第12試合 女子バンタム級 5分3R
○  ジェシカ・ローズ・クラーク vs.  ジョセリン・エドワーズ ×
3R終了 判定3-0（30-27、30-27、29-28）
第13試合 ライト級 5分3R
△  グラント・ドーソン vs.  リッキー・グレン △
3R終了 判定1-0（29-28、28-28、28-28）
第14試合 ライトヘビー級 5分5R
○  マーヴィン・ヴェットーリ vs.  パウロ・コスタ ×
5R終了 判定3-0（48-46、48-46、48-46）

### 各賞
ファイト・オブ・ザ・ナイト：グレゴリー・ホドリゲス vs. パク・ジョンヨン
パフォーマンス・オブ・ザ・ナイト：マーヴィン・ヴェットーリ、アレックス・カサレス
各選手にはボーナスとして5万ドルが授与された。

### カード変更
負傷などによるカードの変更は以下の通り。